# Райкова (печера)
Райкова печера — печера, яка розташована біля міста Майданпек, що в східній частині Сербії. Печера була відкрита 1894 року. Для відвідування туристами відкрита з 1975 року, довжина відкритої для відвідування частини — 1400 м.